# Yupiltepeque
Yupiltepeque är en kommunhuvudort i Guatemala.   Den ligger i departementet Departamento de Jutiapa, i den södra delen av landet, 90 km sydost om huvudstaden Guatemala City. Yupiltepeque ligger 1 045 meter över havet och antalet invånare är 3 028.
Terrängen runt Yupiltepeque är kuperad. Runt Yupiltepeque är det ganska tätbefolkat, med 207 invånare per kvadratkilometer. Närmaste större samhälle är Atescatempa, 5,2 km sydost om Yupiltepeque. Omgivningarna runt Yupiltepeque är en mosaik av jordbruksmark och naturlig växtlighet.